# Sąpólna
Sąpólna – rzeka w północno-zachodniej Polsce, w woj. zachodniopomorskim, płynąca po Równinie Nowogardzkiej; lewobrzeżny dopływ rzeki Uklei. Długość cieku wynosi 60,08 km, a powierzchnia zlewni 87,7 km².
Rzeka bierze źródło na południowy zachód od wsi Bagna, przy której płynie po wschodniej stronie i dalej płynie na północ. Na wschód od wsi Korytowo do Sąpólnej od zachodniego brzegu uchodzi struga Bukowina. W pobliżu Nowogardu rzeka płynie w kierunku północno-wschodnim i na południe od wsi Maszkowo do Sąpólnej uchodzi struga Dobra. Sąpólna dalej płynie na północny wschód i w pobliżu wsi Taczały uchodzi do rzeki Uklei przy zachodnim brzegu.

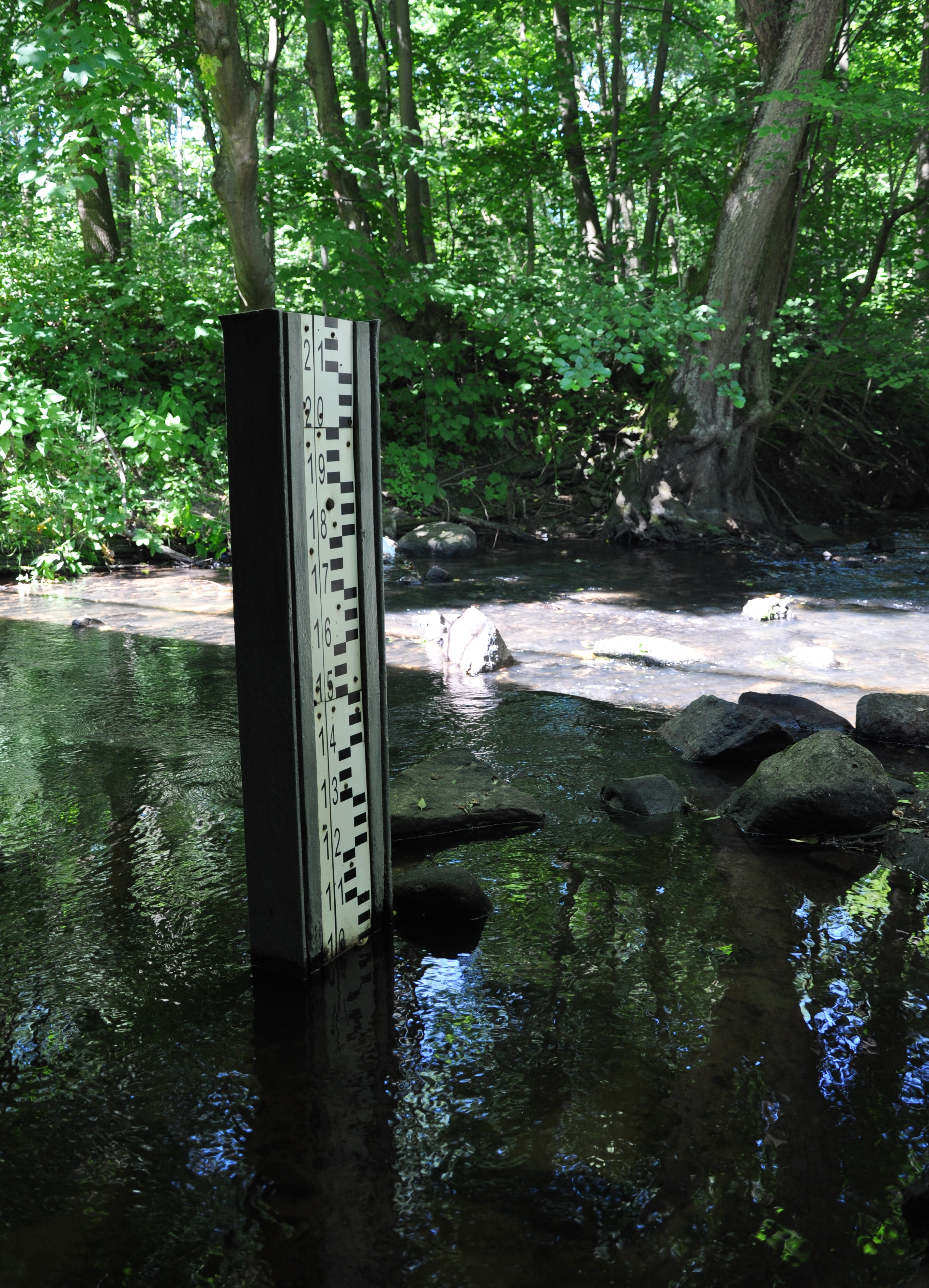
Wodowskaz pod Nowogardem

Według danych regionalnego zarządu gospodarki wodnej dominującymi gatunkami ryb w wodach Sąpólnej są: pstrąg potokowy i głowacz białopłetwy.
Pozostałymi gatunkami ryb występujących w rzece są: kiełb, płoć, ciernik, cierniczek, miętus pospolity, lin. W Sąpólnej występują gatunki chronione: głowacz białopłetwy, śliz pospolity, minóg strumieniowy.
Nazwę Sąpólna wprowadzono w 1948 roku, zastępując poprzednią niemiecką nazwę Zampel.